# Liste des planètes mineures non numérotées découvertes en décembre 2024
Pour un article plus général, voir Liste des planètes mineures non numérotées découvertes en 2024.
Pour un article plus général, voir Liste des planètes mineures.
Cet article dresse la liste des planètes mineures (astéroïdes, centaures, objets transneptuniens et assimilés) non numérotées découvertes en décembre 2024 dans l'ordre de leur découverte.
Au 15 janvier 2025, 661 077 des 1 434 993 planètes mineures répertoriées par le Centre des planètes mineures ne sont pas encore numérotées, soit 46,07 %.

## Rappel concernant la désignation provisoire
La désignation provisoire indique l'ordre de découverte de ces objets. En effet, cette désignation est composée de l'année de découverte (par exemple 2024) suivie de la quinzaine (demi-mois) de découverte (p.e. A = 1-15 janvier) puis de l'ordre de découverte dans cette quinzaine. Cet ordre est indiqué par une lettre et éventuellement un chiffre comme suit : A pour la première découverte, B pour la deuxième, ..., Z pour la 25e (le I n'est pas utilisé pour éviter la confusion avec 1), A1 pour la 26e, B1 pour la 27e, etc. , Z1 pour la 50e, A2 pour la 51e, B2 pour la 52e, etc. L'ordre de la numérotation ne suit donc pas l'ordre alphanumérique. 2024 AA1 suit ainsi 2024 AZ et précède 2024 AB1.

## Liste

### Du1erau 15 décembre 2024
- 2024 XA
- 2024 XB
- 2024 XC
- 2024 XD
- 2024 XE
- 2024 XF
- 2024 XG
- 2024 XH
- 2024 XJ
- 2024 XK
- 2024 XL
- 2024 XM
- 2024 XN
- 2024 XO
- 2024 XP
- 2024 XQ
- 2024 XR
- 2024 XS
- 2024 XT
- 2024 XU
- 2024 XV
- 2024 XW
- 2024 XX
- 2024 XY
- 2024 XZ
- 2024 XA1
- 2024 XB1
- 2024 XC1
- 2024 XD1
- 2024 XE1
- 2024 XF1
- 2024 XG1
- 2024 XH1
- 2024 XJ1
- 2024 XK1
- 2024 XL1
- 2024 XM1
- 2024 XN1
- 2024 XO1
- 2024 XP1
- 2024 XQ1
- 2024 XR1
- 2024 XS1
- 2024 XT1
- 2024 XU1
- 2024 XV1
- 2024 XW1
- 2024 XX1
- 2024 XY1
- 2024 XZ1
- 2024 XA2
- 2024 XB2
- 2024 XC2
- 2024 XD2
- 2024 XE2
- 2024 XF2
- 2024 XG2
- 2024 XH2
- 2024 XJ2
- 2024 XK2
- 2024 XL2
- 2024 XM2
- 2024 XN2
- 2024 XO2
- 2024 XP2
- 2024 XQ2
- 2024 XR2
- 2024 XS2
- 2024 XT2
- 2024 XU2
- 2024 XV2
- 2024 XW2
- 2024 XX2
- 2024 XY2
- 2024 XZ2
- 2024 XA3
- 2024 XB3
- 2024 XC3
- 2024 XD3
- 2024 XE3
- 2024 XF3
- 2024 XG3
- 2024 XH3
- 2024 XJ3
- 2024 XK3
- 2024 XL3
- 2024 XN3
- 2024 XO3
- 2024 XP3
- 2024 XQ3
- 2024 XR3
- 2024 XS3
- 2024 XT3
- 2024 XU3
- 2024 XV3
- 2024 XW3
- 2024 XX3
- 2024 XY3
- 2024 XZ3
- 2024 XA4
- 2024 XB4
- 2024 XC4
- 2024 XD4
- 2024 XE4
- 2024 XF4
- 2024 XG4
- 2024 XH4
- 2024 XJ4
- 2024 XK4
- 2024 XL4
- 2024 XM4
- 2024 XN4
- 2024 XO4
- 2024 XP4
- 2024 XQ4
- 2024 XR4
- 2024 XS4
- 2024 XT4
- 2024 XU4
- 2024 XV4
- 2024 XW4
- 2024 XX4
- 2024 XY4
- 2024 XZ4
- 2024 XA5
- 2024 XB5
- 2024 XC5
- 2024 XE5
- 2024 XF5
- 2024 XG5
- 2024 XH5
- 2024 XJ5
- 2024 XK5
- 2024 XL5
- 2024 XM5
- 2024 XN5
- 2024 XO5
- 2024 XP5
- 2024 XQ5
- 2024 XR5
- 2024 XS5
- 2024 XT5
- 2024 XU5
- 2024 XV5
- 2024 XW5
- 2024 XX5
- 2024 XY5
- 2024 XZ5
- 2024 XA6
- 2024 XB6
- 2024 XC6
- 2024 XD6
- 2024 XE6
- 2024 XF6
- 2024 XG6
- 2024 XH6
- 2024 XJ6
- 2024 XK6
- 2024 XL6
- 2024 XM6
- 2024 XN6
- 2024 XO6
- 2024 XP6
- 2024 XQ6
- 2024 XR6
- 2024 XS6
- 2024 XT6
- 2024 XU6
- 2024 XV6
- 2024 XW6
- 2024 XX6
- 2024 XY6
- 2024 XZ6
- 2024 XA7
- 2024 XB7
- 2024 XC7
- 2024 XD7
- 2024 XE7
- 2024 XF7
- 2024 XG7
- 2024 XH7
- 2024 XJ7
- 2024 XK7
- 2024 XL7
- 2024 XM7
- 2024 XN7
- 2024 XO7
- 2024 XP7
- 2024 XQ7
- 2024 XR7
- 2024 XS7
- 2024 XT7
- 2024 XU7
- 2024 XV7
- 2024 XW7
- 2024 XY7
- 2024 XZ7
- 2024 XA8
- 2024 XB8
- 2024 XC8
- 2024 XD8
- 2024 XE8
- 2024 XF8
- 2024 XG8
- 2024 XH8
- 2024 XJ8
- 2024 XK8
- 2024 XL8
- 2024 XM8
- 2024 XN8
- 2024 XO8
- 2024 XP8
- 2024 XQ8
- 2024 XR8
- 2024 XS8
- 2024 XT8
- 2024 XU8
- 2024 XV8
- 2024 XW8
- 2024 XX8
- 2024 XY8
- 2024 XA9
- 2024 XB9
- 2024 XC9
- 2024 XD9
- 2024 XE9
- 2024 XF9
- 2024 XG9
- 2024 XH9
- 2024 XJ9
- 2024 XK9
- 2024 XL9
- 2024 XM9
- 2024 XN9
- 2024 XO9
- 2024 XP9
- 2024 XQ9
- 2024 XR9
- 2024 XS9
- 2024 XT9
- 2024 XU9
- 2024 XV9
- 2024 XW9
- 2024 XX9
- 2024 XY9
- 2024 XZ9
- 2024 XA10
- 2024 XB10
- 2024 XC10
- 2024 XE10
- 2024 XF10
- 2024 XG10
- 2024 XH10
- 2024 XK10
- 2024 XL10
- 2024 XM10
- 2024 XN10
- 2024 XO10
- 2024 XP10
- 2024 XQ10
- 2024 XR10
- 2024 XS10
- 2024 XT10
- 2024 XU10
- 2024 XV10
- 2024 XW10
- 2024 XX10
- 2024 XY10
- 2024 XZ10
- 2024 XA11
- 2024 XB11
- 2024 XC11
- 2024 XD11
- 2024 XE11
- 2024 XF11
- 2024 XG11
- 2024 XH11
- 2024 XJ11
- 2024 XK11
- 2024 XL11
- 2024 XM11
- 2024 XO11
- 2024 XP11
- 2024 XQ11
- 2024 XR11
- 2024 XS11
- 2024 XT11
- 2024 XU11
- 2024 XV11
- 2024 XW11
- 2024 XX11
- 2024 XY11
- 2024 XZ11
- 2024 XA12
- 2024 XB12
- 2024 XC12
- 2024 XD12
- 2024 XF12
- 2024 XG12
- 2024 XH12
- 2024 XJ12
- 2024 XK12
- 2024 XL12
- 2024 XM12
- 2024 XN12
- 2024 XO12
- 2024 XP12
- 2024 XQ12
- 2024 XR12
- 2024 XS12
- 2024 XT12
- 2024 XU12
- 2024 XV12
- 2024 XW12
- 2024 XX12
- 2024 XY12
- 2024 XZ12
- 2024 XA13
- 2024 XB13
- 2024 XC13
- 2024 XD13
- 2024 XE13
- 2024 XF13
- 2024 XG13
- 2024 XH13
- 2024 XJ13
- 2024 XK13
- 2024 XL13
- 2024 XN13
- 2024 XO13
- 2024 XP13
- 2024 XQ13
- 2024 XR13
- 2024 XS13
- 2024 XT13
- 2024 XV13
- 2024 XW13
- 2024 XX13
- 2024 XY13
- 2024 XZ13
- 2024 XA14
- 2024 XB14
- 2024 XD14
- 2024 XE14
- 2024 XF14
- 2024 XG14
- 2024 XH14
- 2024 XJ14
- 2024 XM14
- 2024 XO14
- 2024 XP14
- 2024 XQ14
- 2024 XR14
- 2024 XS14
- 2024 XT14
- 2024 XU14
- 2024 XV14
- 2024 XW14
- 2024 XX14
- 2024 XY14
- 2024 XZ14
- 2024 XA15
- 2024 XB15
- 2024 XC15
- 2024 XD15
- 2024 XE15
- 2024 XF15
- 2024 XG15
- 2024 XH15
- 2024 XK15
- 2024 XL15
- 2024 XM15
- 2024 XN15
- 2024 XO15
- 2024 XP15
- 2024 XR15
- 2024 XS15
- 2024 XT15
- 2024 XU15
- 2024 XW15
- 2024 XX15
- 2024 XY15
- 2024 XZ15
- 2024 XA16
- 2024 XB16
- 2024 XC16
- 2024 XD16
- 2024 XE16
- 2024 XF16
- 2024 XG16
- 2024 XH16
- 2024 XJ16
- 2024 XK16
- 2024 XL16
- 2024 XM16
- 2024 XN16
- 2024 XO16
- 2024 XP16
- 2024 XQ16
- 2024 XR16
- 2024 XS16
- 2024 XT16
- 2024 XU16
- 2024 XV16
- 2024 XW16
- 2024 XY16
- 2024 XZ16
- 2024 XA17
- 2024 XB17
- 2024 XC17
- 2024 XD17
- 2024 XE17
- 2024 XF17
- 2024 XG17
- 2024 XH17
- 2024 XJ17
- 2024 XK17
- 2024 XL17
- 2024 XN17
- 2024 XP17
- 2024 XQ17
- 2024 XR17
- 2024 XS17
- 2024 XT17
- 2024 XU17
- 2024 XV17
- 2024 XW17
- 2024 XX17
- 2024 XY17
- 2024 XZ17
- 2024 XA18
- 2024 XB18
- 2024 XC18
- 2024 XD18
- 2024 XE18
- 2024 XF18
- 2024 XH18
- 2024 XJ18
- 2024 XK18
- 2024 XM18
- 2024 XN18
- 2024 XO18
- 2024 XP18
- 2024 XQ18
- 2024 XR18
- 2024 XS18
- 2024 XT18
- 2024 XU18
- 2024 XV18
- 2024 XX18
- 2024 XY18
- 2024 XZ18
- 2024 XA19
- 2024 XB19
- 2024 XC19
- 2024 XD19
- 2024 XF19
- 2024 XG19
- 2024 XJ19
- 2024 XK19
- 2024 XL19
- 2024 XM19
- 2024 XN19
- 2024 XO19
- 2024 XP19
- 2024 XQ19
- 2024 XR19
- 2024 XS19
- 2024 XT19
- 2024 XU19
- 2024 XV19
- 2024 XW19
- 2024 XX19
- 2024 XY19
- 2024 XZ19
- 2024 XA20
- 2024 XB20
- 2024 XC20
- 2024 XD20
- 2024 XE20
- 2024 XF20
- 2024 XG20
- 2024 XH20
- 2024 XK20
- 2024 XL20
- 2024 XM20
- 2024 XN20
- 2024 XO20
- 2024 XP20
- 2024 XQ20
- 2024 XR20
- 2024 XS20
- 2024 XT20
- 2024 XU20
- 2024 XV20
- 2024 XW20
- 2024 XX20
- 2024 XZ20
- 2024 XA21
- 2024 XB21
- 2024 XC21
- 2024 XD21
- 2024 XF21
- 2024 XG21
- 2024 XJ21
- 2024 XK21
- 2024 XL21
- 2024 XN21
- 2024 XO21
- 2024 XP21
- 2024 XQ21
- 2024 XR21
- 2024 XS21
- 2024 XT21
- 2024 XV21
- 2024 XW21
- 2024 XY21
- 2024 XZ21
- 2024 XA22
- 2024 XD22
- 2024 XE22
- 2024 XF22
- 2024 XG22
- 2024 XH22
- 2024 XJ22
- 2024 XL22
- 2024 XM22
- 2024 XN22
- 2024 XO22
- 2024 XP22
- 2024 XQ22
- 2024 XR22
- 2024 XS22
- 2024 XT22
- 2024 XU22
- 2024 XV22
- 2024 XW22
- 2024 XX22
- 2024 XY22
- 2024 XZ22
- 2024 XA23
- 2024 XB23
- 2024 XC23
- 2024 XD23
- 2024 XE23
- 2024 XF23
- 2024 XG23
- 2024 XH23
- 2024 XJ23
- 2024 XK23
- 2024 XM23
- 2024 XN23
- 2024 XO23
- 2024 XP23
- 2024 XQ23
- 2024 XR23
- 2024 XT23
- 2024 XV23
- 2024 XY23
- 2024 XZ23
- 2024 XA24
- 2024 XB24
- 2024 XC24
- 2024 XD24
- 2024 XE24
- 2024 XG24
- 2024 XH24
- 2024 XJ24
- 2024 XK24
- 2024 XL24
- 2024 XM24
- 2024 XO24
- 2024 XP24
- 2024 XQ24
- 2024 XR24
- 2024 XT24
- 2024 XU24
- 2024 XV24
- 2024 XW24
- 2024 XX24
- 2024 XY24
- 2024 XZ24
- 2024 XD25
- 2024 XE25
- 2024 XF25
- 2024 XG25
- 2024 XH25
- 2024 XJ25
- 2024 XK25
- 2024 XL25
- 2024 XM25
- 2024 XN25
- 2024 XP25
- 2024 XQ25
- 2024 XR25
- 2024 XS25
- 2024 XT25
- 2024 XU25
- 2024 XV25
- 2024 XW25
- 2024 XA26
- 2024 XB26
- 2024 XC26
- 2024 XD26
- 2024 XE26
- 2024 XF26
- 2024 XG26
- 2024 XH26
- 2024 XJ26
- 2024 XK26
- 2024 XL26
- 2024 XM26
- 2024 XN26
- 2024 XO26
- 2024 XQ26
- 2024 XR26
- 2024 XS26
- 2024 XT26
- 2024 XU26
- 2024 XV26
- 2024 XW26
- 2024 XX26
- 2024 XY26
- 2024 XZ26
- 2024 XB27
- 2024 XC27
- 2024 XD27
- 2024 XE27
- 2024 XF27
- 2024 XG27
- 2024 XH27
- 2024 XK27
- 2024 XM27
- 2024 XO27
- 2024 XQ27
- 2024 XR27
- 2024 XT27
- 2024 XU27
- 2024 XV27
- 2024 XW27
- 2024 XX27
- 2024 XY27
- 2024 XA28
- 2024 XB28
- 2024 XD28
- 2024 XE28
- 2024 XG28
- 2024 XH28
- 2024 XJ28
- 2024 XK28
- 2024 XL28
- 2024 XM28
- 2024 XN28
- 2024 XO28
- 2024 XP28
- 2024 XQ28
- 2024 XR28
- 2024 XS28
- 2024 XT28
- 2024 XU28
- 2024 XV28
- 2024 XW28
- 2024 XX28
- 2024 XY28
- 2024 XZ28
- 2024 XA29
- 2024 XB29
- 2024 XF29
- 2024 XG29
- 2024 XH29
- 2024 XJ29
- 2024 XK29
- 2024 XN29
- 2024 XO29
- 2024 XP29
- 2024 XQ29
- 2024 XR29
- 2024 XS29
- 2024 XT29
- 2024 XU29
- 2024 XV29
- 2024 XW29
- 2024 XX29
- 2024 XY29
- 2024 XZ29
- 2024 XB30
- 2024 XC30
- 2024 XD30
- 2024 XE30
- 2024 XF30
- 2024 XG30
- 2024 XH30
- 2024 XJ30
- 2024 XK30
- 2024 XL30
- 2024 XM30
- 2024 XN30
- 2024 XO30
- 2024 XP30
- 2024 XR30
- 2024 XS30
- 2024 XT30
- 2024 XU30
- 2024 XV30
- 2024 XW30
- 2024 XX30
- 2024 XY30
- 2024 XZ30
- 2024 XA31
- 2024 XC31
- 2024 XD31
- 2024 XJ31
- 2024 XK31
- 2024 XL31
- 2024 XM31
- 2024 XN31
- 2024 XO31
- 2024 XP31
- 2024 XQ31
- 2024 XR31
- 2024 XS31
- 2024 XT31
- 2024 XV31
- 2024 XX31
- 2024 XY31
- 2024 XZ31
- 2024 XB32
- 2024 XC32
- 2024 XG32
- 2024 XJ32
- 2024 XK32
- 2024 XL32
- 2024 XM32
- 2024 XN32
- 2024 XO32
- 2024 XP32
- 2024 XQ32
- 2024 XT32
- 2024 XU32
- 2024 XV32
- 2024 XW32
- 2024 XX32
- 2024 XY32
- 2024 XZ32
- 2024 XB33
- 2024 XC33
- 2024 XD33
- 2024 XE33
- 2024 XF33
- 2024 XG33
- 2024 XJ33
- 2024 XK33
- 2024 XL33
- 2024 XN33
- 2024 XO33
- 2024 XP33
- 2024 XR33
- 2024 XS33
- 2024 XT33
- 2024 XU33
- 2024 XV33
- 2024 XX33
- 2024 XY33
- 2024 XA34
- 2024 XB34
- 2024 XC34
- 2024 XE34
- 2024 XF34
- 2024 XH34
- 2024 XJ34
- 2024 XK34
- 2024 XL34
- 2024 XM34
- 2024 XO34
- 2024 XP34
- 2024 XQ34
- 2024 XR34
- 2024 XS34
- 2024 XT34
- 2024 XU34
- 2024 XV34
- 2024 XW34
- 2024 XX34
- 2024 XY34
- 2024 XZ34
- 2024 XA35
- 2024 XB35
- 2024 XC35
- 2024 XD35
- 2024 XE35
- 2024 XF35
- 2024 XG35
- 2024 XH35
- 2024 XJ35
- 2024 XL35
- 2024 XM35
- 2024 XN35
- 2024 XO35
- 2024 XQ35
- 2024 XR35
- 2024 XS35
- 2024 XT35
- 2024 XU35
- 2024 XV35
- 2024 XW35
- 2024 XX35
- 2024 XY35
- 2024 XZ35
- 2024 XB36
- 2024 XC36
- 2024 XD36
- 2024 XE36
- 2024 XF36
- 2024 XG36
- 2024 XH36
- 2024 XJ36
- 2024 XK36
- 2024 XL36
- 2024 XM36
- 2024 XO36
- 2024 XR36
- 2024 XS36
- 2024 XT36
- 2024 XU36
- 2024 XX36
- 2024 XY36
- 2024 XZ36
- 2024 XA37
- 2024 XB37
- 2024 XC37
- 2024 XD37
- 2024 XE37
- 2024 XF37
- 2024 XG37
- 2024 XH37
- 2024 XK37
- 2024 XL37
- 2024 XM37
- 2024 XN37
- 2024 XO37
- 2024 XP37
- 2024 XQ37
- 2024 XR37
- 2024 XS37
- 2024 XT37
- 2024 XV37
- 2024 XX37
- 2024 XY37
- 2024 XA38
- 2024 XB38
- 2024 XC38
- 2024 XD38
- 2024 XE38
- 2024 XF38
- 2024 XG38
- 2024 XH38
- 2024 XJ38
- 2024 XK38
- 2024 XL38
- 2024 XM38
- 2024 XN38
- 2024 XO38
- 2024 XP38
- 2024 XQ38
- 2024 XR38
- 2024 XS38
- 2024 XT38
- 2024 XU38
- 2024 XW38
- 2024 XY38
- 2024 XZ38
- 2024 XA39
- 2024 XB39
- 2024 XC39
- 2024 XD39
- 2024 XE39
- 2024 XF39
- 2024 XG39
- 2024 XH39
- 2024 XJ39
- 2024 XK39
- 2024 XL39
- 2024 XM39
- 2024 XN39
- 2024 XO39
- 2024 XP39
- 2024 XQ39
- 2024 XS39
- 2024 XT39
- 2024 XU39
- 2024 XV39
- 2024 XW39
- 2024 XX39
- 2024 XY39
- 2024 XB40
- 2024 XC40
- 2024 XD40
- 2024 XE40
- 2024 XG40
- 2024 XH40
- 2024 XK40
- 2024 XL40
- 2024 XN40
- 2024 XO40
- 2024 XP40
- 2024 XQ40
- 2024 XR40
- 2024 XS40
- 2024 XV40
- 2024 XW40
- 2024 XX40
- 2024 XY40
- 2024 XZ40
- 2024 XA41
- 2024 XB41
- 2024 XC41
- 2024 XD41
- 2024 XE41
- 2024 XF41
- 2024 XG41
- 2024 XH41
- 2024 XJ41
- 2024 XK41
- 2024 XL41
- 2024 XM41
- 2024 XN41
- 2024 XO41
- 2024 XP41
- 2024 XQ41
- 2024 XR41
- 2024 XS41
- 2024 XT41
- 2024 XV41
- 2024 XW41
- 2024 XX41
- 2024 XY41
- 2024 XZ41
- 2024 XA42
- 2024 XC42
- 2024 XD42
- 2024 XE42
- 2024 XF42
- 2024 XG42
- 2024 XH42
- 2024 XJ42
- 2024 XK42
- 2024 XL42
- 2024 XN42
- 2024 XP42
- 2024 XQ42
- 2024 XR42
- 2024 XS42
- 2024 XT42
- 2024 XU42
- 2024 XV42
- 2024 XW42
- 2024 XY42
- 2024 XZ42
- 2024 XA43
- 2024 XB43
- 2024 XD43
- 2024 XE43
- 2024 XF43
- 2024 XG43
- 2024 XH43
- 2024 XJ43
- 2024 XK43
- 2024 XM43
- 2024 XN43
- 2024 XO43
- 2024 XP43
- 2024 XQ43
- 2024 XR43
- 2024 XS43
- 2024 XT43
- 2024 XU43
- 2024 XV43
- 2024 XW43
- 2024 XX43
- 2024 XY43
- 2024 XZ43
- 2024 XB44
- 2024 XC44
- 2024 XD44
- 2024 XE44
- 2024 XG44
- 2024 XH44
- 2024 XJ44
- 2024 XK44
- 2024 XL44
- 2024 XM44
- 2024 XN44
- 2024 XO44
- 2024 XP44
- 2024 XQ44
- 2024 XR44
- 2024 XT44
- 2024 XU44
- 2024 XW44
- 2024 XZ44
- 2024 XA45
- 2024 XB45
- 2024 XC45
- 2024 XF45
- 2024 XG45
- 2024 XH45
- 2024 XJ45
- 2024 XK45
- 2024 XL45
- 2024 XN45
- 2024 XO45
- 2024 XQ45
- 2024 XR45
- 2024 XS45
- 2024 XT45
- 2024 XU45
- 2024 XV45
- 2024 XY45
- 2024 XZ45
- 2024 XA46
- 2024 XB46
- 2024 XD46
- 2024 XE46
- 2024 XF46
- 2024 XG46
- 2024 XH46
- 2024 XJ46
- 2024 XK46
- 2024 XL46
- 2024 XM46
- 2024 XN46
- 2024 XO46
- 2024 XP46
- 2024 XQ46
- 2024 XR46
- 2024 XS46
- 2024 XT46
- 2024 XU46
- 2024 XV46
- 2024 XW46
- 2024 XX46
- 2024 XY46
- 2024 XA47
- 2024 XB47
- 2024 XC47
- 2024 XD47
- 2024 XE47
- 2024 XF47
- 2024 XG47
- 2024 XH47
- 2024 XJ47
- 2024 XK47
- 2024 XL47
- 2024 XN47
- 2024 XO47
- 2024 XP47
- 2024 XQ47
- 2024 XR47
- 2024 XS47
- 2024 XT47
- 2024 XU47
- 2024 XV47
- 2024 XW47
- 2024 XZ47
- 2024 XA48
- 2024 XB48
- 2024 XC48
- 2024 XD48
- 2024 XE48
- 2024 XF48
- 2024 XG48
- 2024 XH48
- 2024 XJ48
- 2024 XK48
- 2024 XL48
- 2024 XM48
- 2024 XN48
- 2024 XO48
- 2024 XP48
- 2024 XR48
- 2024 XS48
- 2024 XT48
- 2024 XW48
- 2024 XX48

### Du 16 au 31 décembre 2024
- 2024 YA
- 2024 YB
- 2024 YC
- 2024 YD
- 2024 YE
- 2024 YF
- 2024 YG
- 2024 YH
- 2024 YJ
- 2024 YK
- 2024 YL
- 2024 YM
- 2024 YN
- 2024 YO
- 2024 YP
- 2024 YQ
- 2024 YR
- 2024 YS
- 2024 YT
- 2024 YU
- 2024 YV
- 2024 YW
- 2024 YX
- 2024 YY
- 2024 YA1
- 2024 YB1
- 2024 YC1
- 2024 YD1
- 2024 YE1
- 2024 YF1
- 2024 YG1
- 2024 YH1
- 2024 YJ1
- 2024 YK1
- 2024 YL1
- 2024 YM1
- 2024 YN1
- 2024 YO1
- 2024 YP1
- 2024 YR1
- 2024 YS1
- 2024 YT1
- 2024 YU1
- 2024 YV1
- 2024 YW1
- 2024 YX1
- 2024 YY1
- 2024 YZ1
- 2024 YA2
- 2024 YB2
- 2024 YC2
- 2024 YD2
- 2024 YE2
- 2024 YF2
- 2024 YG2
- 2024 YJ2
- 2024 YK2
- 2024 YL2
- 2024 YM2
- 2024 YN2
- 2024 YO2
- 2024 YP2
- 2024 YQ2
- 2024 YR2
- 2024 YS2
- 2024 YT2
- 2024 YU2
- 2024 YV2
- 2024 YW2
- 2024 YX2
- 2024 YY2
- 2024 YZ2
- 2024 YA3
- 2024 YB3
- 2024 YC3
- 2024 YD3
- 2024 YE3
- 2024 YF3
- 2024 YG3
- 2024 YH3
- 2024 YJ3
- 2024 YK3
- 2024 YL3
- 2024 YM3
- 2024 YN3
- 2024 YO3
- 2024 YP3
- 2024 YQ3
- 2024 YR3
- 2024 YS3
- 2024 YT3
- 2024 YU3
- 2024 YV3
- 2024 YW3
- 2024 YX3
- 2024 YY3
- 2024 YZ3
- 2024 YA4
- 2024 YB4
- 2024 YC4
- 2024 YD4
- 2024 YE4
- 2024 YF4
- 2024 YG4
- 2024 YH4
- 2024 YJ4
- 2024 YK4
- 2024 YL4
- 2024 YM4
- 2024 YN4
- 2024 YO4
- 2024 YP4
- 2024 YQ4
- 2024 YR4
- 2024 YS4
- 2024 YT4
- 2024 YU4
- 2024 YV4
- 2024 YW4
- 2024 YX4
- 2024 YY4
- 2024 YZ4
- 2024 YA5
- 2024 YB5
- 2024 YC5
- 2024 YD5
- 2024 YE5
- 2024 YF5
- 2024 YG5
- 2024 YH5
- 2024 YJ5
- 2024 YK5
- 2024 YL5
- 2024 YM5
- 2024 YN5
- 2024 YP5
- 2024 YQ5
- 2024 YR5
- 2024 YS5
- 2024 YT5
- 2024 YU5
- 2024 YV5
- 2024 YW5
- 2024 YX5
- 2024 YY5
- 2024 YZ5
- 2024 YA6
- 2024 YB6
- 2024 YC6
- 2024 YD6
- 2024 YE6
- 2024 YF6
- 2024 YG6
- 2024 YH6
- 2024 YJ6
- 2024 YK6
- 2024 YL6
- 2024 YN6
- 2024 YO6
- 2024 YP6
- 2024 YQ6
- 2024 YR6
- 2024 YS6
- 2024 YT6
- 2024 YU6
- 2024 YV6
- 2024 YW6
- 2024 YX6
- 2024 YY6
- 2024 YA7
- 2024 YB7
- 2024 YC7
- 2024 YD7
- 2024 YE7
- 2024 YF7
- 2024 YG7
- 2024 YH7
- 2024 YJ7
- 2024 YK7
- 2024 YL7
- 2024 YM7
- 2024 YN7
- 2024 YO7
- 2024 YP7
- 2024 YQ7
- 2024 YS7
- 2024 YT7
- 2024 YU7
- 2024 YV7
- 2024 YW7
- 2024 YX7
- 2024 YY7
- 2024 YZ7
- 2024 YA8
- 2024 YB8
- 2024 YC8
- 2024 YE8
- 2024 YF8
- 2024 YH8
- 2024 YJ8
- 2024 YK8
- 2024 YL8
- 2024 YM8
- 2024 YN8
- 2024 YO8
- 2024 YP8
- 2024 YQ8
- 2024 YR8
- 2024 YS8
- 2024 YT8
- 2024 YU8
- 2024 YV8
- 2024 YW8
- 2024 YX8
- 2024 YY8
- 2024 YZ8
- 2024 YA9
- 2024 YB9
- 2024 YC9
- 2024 YD9
- 2024 YE9
- 2024 YF9
- 2024 YG9
- 2024 YH9
- 2024 YJ9
- 2024 YK9
- 2024 YL9
- 2024 YM9
- 2024 YN9
- 2024 YO9
- 2024 YP9
- 2024 YQ9
- 2024 YR9
- 2024 YS9
- 2024 YT9
- 2024 YU9
- 2024 YV9
- 2024 YW9
- 2024 YX9
- 2024 YY9
- 2024 YZ9
- 2024 YA10
- 2024 YB10
- 2024 YC10
- 2024 YD10
- 2024 YE10
- 2024 YF10
- 2024 YG10
- 2024 YH10
- 2024 YJ10
- 2024 YK10
- 2024 YL10
- 2024 YM10
- 2024 YN10
- 2024 YO10
- 2024 YP10
- 2024 YQ10
- 2024 YR10
- 2024 YS10
- 2024 YT10
- 2024 YV10
- 2024 YW10
- 2024 YX10
- 2024 YY10
- 2024 YZ10
- 2024 YA11
- 2024 YB11
- 2024 YC11
- 2024 YD11
- 2024 YE11
- 2024 YF11
- 2024 YG11
- 2024 YH11
- 2024 YJ11
- 2024 YL11
- 2024 YM11
- 2024 YN11
- 2024 YO11
- 2024 YP11
- 2024 YQ11
- 2024 YR11
- 2024 YS11
- 2024 YT11
- 2024 YU11
- 2024 YV11
- 2024 YW11
- 2024 YX11
- 2024 YY11
- 2024 YZ11
- 2024 YB12
- 2024 YC12
- 2024 YE12
- 2024 YF12
- 2024 YG12
- 2024 YK12
- 2024 YL12
- 2024 YM12
- 2024 YO12
- 2024 YQ12
- 2024 YR12
- 2024 YT12
- 2024 YU12
- 2024 YV12
- 2024 YW12
- 2024 YX12
- 2024 YY12
- 2024 YZ12
- 2024 YA13
- 2024 YB13
- 2024 YC13
- 2024 YD13
- 2024 YE13
- 2024 YF13
- 2024 YG13
- 2024 YH13
- 2024 YJ13
- 2024 YK13
- 2024 YL13
- 2024 YM13
- 2024 YN13
- 2024 YO13
- 2024 YP13
- 2024 YQ13
- 2024 YR13
- 2024 YS13
- 2024 YT13
- 2024 YU13
- 2024 YV13
- 2024 YW13
- 2024 YX13
- 2024 YY13
- 2024 YZ13
- 2024 YA14
- 2024 YB14
- 2024 YC14
- 2024 YD14
- 2024 YE14
- 2024 YH14
- 2024 YJ14
- 2024 YL14
- 2024 YM14
- 2024 YQ14
- 2024 YR14
- 2024 YS14
- 2024 YT14
- 2024 YU14
- 2024 YV14
- 2024 YW14
- 2024 YX14
- 2024 YY14
- 2024 YZ14
- 2024 YA15
- 2024 YB15
- 2024 YC15
- 2024 YD15
- 2024 YE15
- 2024 YF15
- 2024 YG15
- 2024 YJ15
- 2024 YK15
- 2024 YL15
- 2024 YM15
- 2024 YN15
- 2024 YO15
- 2024 YP15
- 2024 YQ15
- 2024 YR15
- 2024 YS15
- 2024 YT15
- 2024 YU15
- 2024 YV15
- 2024 YW15
- 2024 YY15
- 2024 YZ15
- 2024 YB16
- 2024 YG16
- 2024 YH16
- 2024 YJ16
- 2024 YK16
- 2024 YL16
- 2024 YM16
- 2024 YN16
- 2024 YO16
- 2024 YP16
- 2024 YR16
- 2024 YS16
- 2024 YT16
- 2024 YU16
- 2024 YV16
- 2024 YW16
- 2024 YY16
- 2024 YZ16
- 2024 YA17
- 2024 YB17
- 2024 YC17
- 2024 YD17
- 2024 YF17
- 2024 YG17
- 2024 YH17
- 2024 YJ17
- 2024 YK17
- 2024 YL17
- 2024 YM17
- 2024 YN17
- 2024 YO17
- 2024 YP17
- 2024 YR17
- 2024 YS17
- 2024 YU17
- 2024 YV17
- 2024 YW17
- 2024 YX17
- 2024 YY17
- 2024 YZ17
- 2024 YA18
- 2024 YC18
- 2024 YD18
- 2024 YE18
- 2024 YF18
- 2024 YJ18
- 2024 YK18
- 2024 YL18
- 2024 YM18
- 2024 YN18
- 2024 YO18
- 2024 YP18
- 2024 YQ18
- 2024 YR18
- 2024 YS18
- 2024 YT18
- 2024 YU18
- 2024 YV18
- 2024 YW18
- 2024 YX18
- 2024 YY18
- 2024 YZ18
- 2024 YC19
- 2024 YD19
- 2024 YE19
- 2024 YF19
- 2024 YG19
- 2024 YH19
- 2024 YJ19
- 2024 YK19
- 2024 YL19
- 2024 YM19
- 2024 YN19
- 2024 YO19
- 2024 YQ19
- 2024 YR19
- 2024 YS19
- 2024 YT19
- 2024 YU19
- 2024 YV19
- 2024 YW19
- 2024 YX19
- 2024 YY19
- 2024 YZ19
- 2024 YA20
- 2024 YB20
- 2024 YC20
- 2024 YD20
- 2024 YF20
- 2024 YG20
- 2024 YH20
- 2024 YJ20
- 2024 YK20
- 2024 YL20
- 2024 YM20
- 2024 YN20
- 2024 YO20
- 2024 YP20
- 2024 YR20
- 2024 YS20
- 2024 YT20
- 2024 YU20
- 2024 YV20
- 2024 YW20
- 2024 YX20
- 2024 YY20
- 2024 YZ20
- 2024 YA21
- 2024 YB21
- 2024 YC21
- 2024 YD21
- 2024 YE21
- 2024 YF21
- 2024 YG21
- 2024 YH21
- 2024 YJ21
- 2024 YK21
- 2024 YL21
- 2024 YM21
- 2024 YO21
- 2024 YP21
- 2024 YQ21
- 2024 YR21
- 2024 YS21
- 2024 YT21
- 2024 YU21
- 2024 YV21
- 2024 YX21
- 2024 YY21
- 2024 YZ21
- 2024 YA22
- 2024 YB22
- 2024 YC22
- 2024 YD22
- 2024 YE22
- 2024 YF22
- 2024 YG22
- 2024 YH22
- 2024 YJ22
- 2024 YL22
- 2024 YN22
- 2024 YO22
- 2024 YP22
- 2024 YR22
- 2024 YS22
- 2024 YT22
- 2024 YU22
- 2024 YV22
- 2024 YW22
- 2024 YX22
- 2024 YY22
- 2024 YZ22
- 2024 YA23
- 2024 YB23
- 2024 YC23
- 2024 YD23
- 2024 YE23
- 2024 YF23
- 2024 YG23
- 2024 YH23
- 2024 YK23
- 2024 YL23
- 2024 YM23
- 2024 YN23
- 2024 YO23
- 2024 YP23
- 2024 YQ23
- 2024 YR23
- 2024 YS23
- 2024 YT23
- 2024 YU23
- 2024 YV23
- 2024 YW23
- 2024 YX23
- 2024 YY23
- 2024 YZ23
- 2024 YA24
- 2024 YB24
- 2024 YC24
- 2024 YD24
- 2024 YE24
- 2024 YG24
- 2024 YH24
- 2024 YJ24
- 2024 YL24
- 2024 YM24
- 2024 YN24
- 2024 YO24
- 2024 YP24
- 2024 YR24
- 2024 YT24
- 2024 YV24
- 2024 YW24
- 2024 YX24
- 2024 YZ24
- 2024 YC25
- 2024 YE25
- 2024 YF25
- 2024 YG25
- 2024 YH25
- 2024 YJ25
- 2024 YL25
- 2024 YM25
- 2024 YO25
- 2024 YP25
- 2024 YQ25
- 2024 YR25
- 2024 YS25
- 2024 YT25
- 2024 YV25
- 2024 YW25
- 2024 YX25
- 2024 YY25
- 2024 YZ25
- 2024 YA26
- 2024 YB26
- 2024 YC26
- 2024 YD26
- 2024 YE26
- 2024 YF26
- 2024 YG26
- 2024 YK26
- 2024 YM26
- 2024 YO26
- 2024 YP26
- 2024 YQ26
- 2024 YR26
- 2024 YS26
- 2024 YT26
- 2024 YU26
- 2024 YV26
- 2024 YW26
- 2024 YX26
- 2024 YY26
- 2024 YZ26
- 2024 YA27
- 2024 YB27
- 2024 YC27
- 2024 YD27
- 2024 YE27
- 2024 YF27
- 2024 YG27
- 2024 YH27
- 2024 YJ27
- 2024 YK27
- 2024 YL27
- 2024 YM27
- 2024 YN27
- 2024 YO27
- 2024 YP27
- 2024 YQ27
- 2024 YR27
- 2024 YS27
- 2024 YU27
- 2024 YV27
- 2024 YW27
- 2024 YX27
- 2024 YY27
- 2024 YZ27
- 2024 YB28
- 2024 YC28
- 2024 YD28
- 2024 YE28
- 2024 YF28
- 2024 YG28
- 2024 YH28
- 2024 YJ28
- 2024 YK28
- 2024 YL28
- 2024 YM28
- 2024 YN28
- 2024 YO28
- 2024 YQ28
- 2024 YR28
- 2024 YS28
- 2024 YT28
- 2024 YU28
- 2024 YV28
- 2024 YW28
- 2024 YX28
- 2024 YY28
- 2024 YZ28
- 2024 YA29
- 2024 YB29
- 2024 YC29
- 2024 YD29
- 2024 YE29
- 2024 YF29
- 2024 YG29
- 2024 YK29
- 2024 YL29
- 2024 YM29
- 2024 YN29
- 2024 YO29
- 2024 YP29
- 2024 YQ29
- 2024 YR29
- 2024 YS29
- 2024 YV29
- 2024 YW29
- 2024 YX29
- 2024 YY29
- 2024 YZ29
- 2024 YA30
- 2024 YB30
- 2024 YC30
- 2024 YD30
- 2024 YE30
- 2024 YF30
- 2024 YG30
- 2024 YJ30
- 2024 YL30
- 2024 YM30
- 2024 YN30
- 2024 YO30
- 2024 YP30
- 2024 YQ30
- 2024 YR30
- 2024 YT30
- 2024 YU30
- 2024 YV30
- 2024 YW30
- 2024 YY30
- 2024 YZ30
- 2024 YA31
- 2024 YB31
- 2024 YC31
- 2024 YD31
- 2024 YE31
- 2024 YF31
- 2024 YG31
- 2024 YJ31
- 2024 YK31
- 2024 YM31
- 2024 YN31
- 2024 YO31
- 2024 YP31
- 2024 YQ31
- 2024 YR31
- 2024 YT31
- 2024 YU31
- 2024 YV31
- 2024 YW31
- 2024 YX31
- 2024 YY31
- 2024 YZ31
- 2024 YA32
- 2024 YD32
- 2024 YF32
- 2024 YG32
- 2024 YH32
- 2024 YJ32
- 2024 YK32
- 2024 YM32
- 2024 YN32
- 2024 YO32
- 2024 YP32
- 2024 YQ32
- 2024 YR32
- 2024 YS32
- 2024 YT32
- 2024 YU32
- 2024 YV32
- 2024 YW32
- 2024 YX32
- 2024 YY32
- 2024 YZ32
- 2024 YA33
- 2024 YB33
- 2024 YC33
- 2024 YD33
- 2024 YE33
- 2024 YF33
- 2024 YH33
- 2024 YJ33
- 2024 YL33
- 2024 YN33
- 2024 YO33
- 2024 YP33
- 2024 YQ33
- 2024 YR33
- 2024 YS33
- 2024 YT33
- 2024 YU33
- 2024 YW33
- 2024 YX33
- 2024 YY33
- 2024 YZ33
- 2024 YA34
- 2024 YB34
- 2024 YC34
- 2024 YE34
- 2024 YF34
- 2024 YG34
- 2024 YH34
- 2024 YJ34
- 2024 YK34
- 2024 YL34
- 2024 YM34
- 2024 YN34
- 2024 YO34
- 2024 YP34
- 2024 YQ34
- 2024 YR34
- 2024 YS34
- 2024 YT34
- 2024 YU34
- 2024 YV34
- 2024 YW34
- 2024 YX34
- 2024 YY34
- 2024 YZ34
- 2024 YA35
- 2024 YC35
- 2024 YD35
- 2024 YE35
- 2024 YF35
- 2024 YG35
- 2024 YH35
- 2024 YJ35
- 2024 YK35
- 2024 YL35
- 2024 YM35
- 2024 YN35
- 2024 YO35
- 2024 YP35
- 2024 YQ35
- 2024 YR35
- 2024 YS35
- 2024 YT35
- 2024 YV35
- 2024 YW35
- 2024 YZ35
- 2024 YA36
- 2024 YB36
- 2024 YC36
- 2024 YD36
- 2024 YE36
- 2024 YF36
- 2024 YG36
- 2024 YH36
- 2024 YJ36
- 2024 YK36
- 2024 YL36
- 2024 YN36
- 2024 YO36
- 2024 YP36
- 2024 YQ36
- 2024 YR36
- 2024 YS36
- 2024 YT36
- 2024 YU36
- 2024 YV36
- 2024 YW36
- 2024 YX36
- 2024 YA37
- 2024 YB37
- 2024 YC37
- 2024 YD37
- 2024 YE37
- 2024 YF37
- 2024 YG37
- 2024 YH37
- 2024 YJ37
- 2024 YK37
- 2024 YL37
- 2024 YM37
- 2024 YN37
- 2024 YO37
- 2024 YP37
- 2024 YQ37
- 2024 YS37
- 2024 YT37
- 2024 YU37
- 2024 YV37
- 2024 YW37
- 2024 YX37
- 2024 YY37
- 2024 YA38
- 2024 YC38
- 2024 YD38
- 2024 YE38
- 2024 YF38
- 2024 YG38
- 2024 YH38
- 2024 YJ38
- 2024 YK38
- 2024 YL38
- 2024 YM38
- 2024 YN38
- 2024 YO38
- 2024 YQ38
- 2024 YR38
- 2024 YS38
- 2024 YT38
- 2024 YV38
- 2024 YW38
- 2024 YX38
- 2024 YY38
- 2024 YZ38
- 2024 YA39
- 2024 YC39
- 2024 YD39
- 2024 YE39
- 2024 YF39
- 2024 YG39
- 2024 YJ39
- 2024 YL39
- 2024 YM39
- 2024 YN39
- 2024 YO39
- 2024 YP39
- 2024 YQ39
- 2024 YR39
- 2024 YS39
- 2024 YT39
- 2024 YU39
- 2024 YW39
- 2024 YX39
- 2024 YY39
- 2024 YZ39
- 2024 YA40
- 2024 YB40
- 2024 YC40
- 2024 YE40
- 2024 YF40
- 2024 YG40
- 2024 YH40
- 2024 YJ40
- 2024 YK40
- 2024 YL40
- 2024 YN40
- 2024 YO40
- 2024 YP40
- 2024 YS40
- 2024 YT40
- 2024 YU40
- 2024 YV40
- 2024 YX40
- 2024 YY40
- 2024 YZ40
- 2024 YA41
- 2024 YC41
- 2024 YD41
- 2024 YE41
- 2024 YF41
- 2024 YG41
- 2024 YH41
- 2024 YJ41
- 2024 YK41
- 2024 YL41
- 2024 YM41
- 2024 YN41
- 2024 YO41
- 2024 YP41
- 2024 YQ41
- 2024 YR41
- 2024 YS41
- 2024 YT41
- 2024 YU41
- 2024 YV41
- 2024 YW41
- 2024 YX41
- 2024 YY41
- 2024 YZ41
- 2024 YA42
- 2024 YB42
- 2024 YC42
- 2024 YD42
- 2024 YE42
- 2024 YG42
- 2024 YH42
- 2024 YL42
- 2024 YM42
- 2024 YN42
- 2024 YO42
- 2024 YP42
- 2024 YQ42
- 2024 YR42
- 2024 YS42
- 2024 YU42
- 2024 YV42
- 2024 YW42
- 2024 YY42
- 2024 YZ42
- 2024 YA43
- 2024 YB43
- 2024 YC43
- 2024 YD43
- 2024 YE43
- 2024 YF43
- 2024 YG43
- 2024 YH43
- 2024 YJ43
- 2024 YK43
- 2024 YL43
- 2024 YM43
- 2024 YN43
- 2024 YO43
- 2024 YP43
- 2024 YQ43
- 2024 YR43
- 2024 YS43
- 2024 YT43
- 2024 YU43
- 2024 YV43
- 2024 YW43
- 2024 YX43
- 2024 YY43
- 2024 YA44
- 2024 YB44
- 2024 YC44
- 2024 YD44
- 2024 YE44
- 2024 YF44
- 2024 YG44
- 2024 YH44
- 2024 YL44
- 2024 YM44
- 2024 YN44
- 2024 YO44
- 2024 YP44
- 2024 YQ44
- 2024 YR44
- 2024 YS44
- 2024 YT44
- 2024 YU44
- 2024 YV44
- 2024 YW44
- 2024 YX44
- 2024 YY44
- 2024 YZ44
- 2024 YA45
- 2024 YB45
- 2024 YC45
- 2024 YD45
- 2024 YE45
- 2024 YF45
- 2024 YG45
- 2024 YH45
- 2024 YJ45
- 2024 YK45
- 2024 YO45
- 2024 YP45
- 2024 YQ45
- 2024 YR45
- 2024 YS45
- 2024 YT45
- 2024 YU45
- 2024 YV45
- 2024 YW45
- 2024 YX45
- 2024 YY45
- 2024 YZ45
- 2024 YB46
- 2024 YC46
- 2024 YE46
- 2024 YF46
- 2024 YG46
- 2024 YH46
- 2024 YJ46
- 2024 YK46
- 2024 YL46
- 2024 YN46
- 2024 YO46
- 2024 YP46
- 2024 YQ46
- 2024 YR46
- 2024 YS46
- 2024 YT46
- 2024 YU46
- 2024 YW46
- 2024 YX46
- 2024 YY46
- 2024 YZ46
- 2024 YA47
- 2024 YB47
- 2024 YC47
- 2024 YD47
- 2024 YE47
- 2024 YG47
- 2024 YH47
- 2024 YJ47
- 2024 YK47
- 2024 YL47
- 2024 YM47
- 2024 YN47
- 2024 YO47
- 2024 YP47
- 2024 YQ47
- 2024 YR47
- 2024 YS47
- 2024 YT47
- 2024 YU47
- 2024 YV47
- 2024 YW47
- 2024 YA48
- 2024 YB48
- 2024 YC48
- 2024 YD48
- 2024 YE48
- 2024 YF48
- 2024 YG48
- 2024 YH48
- 2024 YJ48
- 2024 YK48
- 2024 YL48
- 2024 YM48
- 2024 YN48
- 2024 YO48
- 2024 YP48
- 2024 YQ48
- 2024 YR48
- 2024 YS48
- 2024 YU48
- 2024 YV48
- 2024 YW48
- 2024 YX48
- 2024 YZ48
- 2024 YA49
- 2024 YB49
- 2024 YC49
- 2024 YE49
- 2024 YG49
- 2024 YH49
- 2024 YJ49
- 2024 YK49
- 2024 YL49
- 2024 YN49
- 2024 YO49
- 2024 YP49
- 2024 YR49
- 2024 YS49
- 2024 YU49
- 2024 YV49
- 2024 YW49
- 2024 YX49
- 2024 YY49
- 2024 YZ49
- 2024 YA50
- 2024 YB50
- 2024 YC50
- 2024 YD50
- 2024 YE50
- 2024 YF50
- 2024 YG50
- 2024 YH50
- 2024 YK50
- 2024 YM50
- 2024 YN50
- 2024 YO50
- 2024 YP50
- 2024 YR50
- 2024 YS50
- 2024 YU50
- 2024 YV50
- 2024 YW50
- 2024 YX50
- 2024 YY50
- 2024 YZ50
- 2024 YA51
- 2024 YB51
- 2024 YC51
- 2024 YD51
- 2024 YE51
- 2024 YG51
- 2024 YH51
- 2024 YJ51
- 2024 YK51
- 2024 YL51
- 2024 YM51
- 2024 YN51
- 2024 YO51
- 2024 YP51
- 2024 YQ51
- 2024 YR51
- 2024 YS51
- 2024 YT51
- 2024 YU51
- 2024 YV51
- 2024 YW51
- 2024 YY51
- 2024 YZ51
- 2024 YA52
- 2024 YC52
- 2024 YD52
- 2024 YF52
- 2024 YG52
- 2024 YH52
- 2024 YK52
- 2024 YL52
- 2024 YM52
- 2024 YP52
- 2024 YQ52
- 2024 YR52
- 2024 YS52
- 2024 YT52
- 2024 YU52
- 2024 YV52
- 2024 YX52
- 2024 YY52
- 2024 YZ52
- 2024 YA53
- 2024 YC53
- 2024 YE53
- 2024 YG53
- 2024 YH53
- 2024 YK53
- 2024 YN53
- 2024 YO53
- 2024 YP53
- 2024 YQ53
- 2024 YR53
- 2024 YS53
- 2024 YT53
- 2024 YU53
- 2024 YV53
- 2024 YY53
- 2024 YZ53
- 2024 YA54
- 2024 YB54
- 2024 YC54
- 2024 YD54
- 2024 YE54
- 2024 YF54
- 2024 YG54
- 2024 YH54
- 2024 YJ54
- 2024 YK54
- 2024 YM54
- 2024 YN54
- 2024 YO54
- 2024 YP54
- 2024 YQ54
- 2024 YR54
- 2024 YS54
- 2024 YT54
- 2024 YU54
- 2024 YV54
- 2024 YW54
- 2024 YX54
- 2024 YY54
- 2024 YZ54
- 2024 YA55
- 2024 YB55
- 2024 YE55
- 2024 YF55
- 2024 YG55
- 2024 YH55
- 2024 YJ55
- 2024 YM55
- 2024 YN55
- 2024 YO55
- 2024 YP55
- 2024 YQ55
- 2024 YR55
- 2024 YS55
- 2024 YT55
- 2024 YV55
- 2024 YW55
- 2024 YY55
- 2024 YZ55
- 2024 YA56
- 2024 YB56
- 2024 YC56
- 2024 YD56
- 2024 YE56
- 2024 YF56
- 2024 YG56
- 2024 YH56
- 2024 YJ56
- 2024 YK56
- 2024 YL56
- 2024 YM56
- 2024 YN56
- 2024 YO56
- 2024 YP56
- 2024 YQ56
- 2024 YR56
- 2024 YS56
- 2024 YT56
- 2024 YU56
- 2024 YV56
- 2024 YW56
- 2024 YX56
- 2024 YY56
- 2024 YZ56
- 2024 YA57
- 2024 YB57
- 2024 YC57
- 2024 YD57
- 2024 YE57
- 2024 YG57
- 2024 YH57
- 2024 YJ57
- 2024 YK57
- 2024 YL57
- 2024 YM57
- 2024 YN57
- 2024 YQ57
- 2024 YR57
- 2024 YT57
- 2024 YU57
- 2024 YW57
- 2024 YX57
- 2024 YY57
- 2024 YA58
- 2024 YB58
- 2024 YC58
- 2024 YD58
- 2024 YE58
- 2024 YG58
- 2024 YH58
- 2024 YJ58
- 2024 YL58
- 2024 YM58
- 2024 YN58
- 2024 YO58
- 2024 YP58
- 2024 YQ58
- 2024 YR58
- 2024 YS58
- 2024 YU58
- 2024 YV58
- 2024 YW58
- 2024 YX58
- 2024 YY58
- 2024 YZ58
- 2024 YA59
- 2024 YB59
- 2024 YC59
- 2024 YD59
- 2024 YE59
- 2024 YF59
- 2024 YG59
- 2024 YH59
- 2024 YJ59
- 2024 YK59
- 2024 YL59
- 2024 YM59
- 2024 YN59
- 2024 YO59
- 2024 YP59
- 2024 YQ59
- 2024 YR59
- 2024 YS59
- 2024 YT59
- 2024 YU59
- 2024 YV59
- 2024 YW59
- 2024 YX59
- 2024 YY59
- 2024 YA60
- 2024 YB60
- 2024 YC60
- 2024 YD60
- 2024 YE60
- 2024 YF60
- 2024 YG60
- 2024 YH60
- 2024 YJ60
- 2024 YK60
- 2024 YL60
- 2024 YM60